# Елена Задарская
Елена (хорв. Jelena; умерла 8 октября 976) — королева и регент Хорватии. Регентша при сыне, Степане Држиславе.

## Биография
Елена была родом из Задара, из знатной семьи Мадиевичей. Она стала женой хорватского короля Михайло Крешимира II. После смерти мужа в 969 году Елена стала регентом при малолетнем сыне Степане. Она построила фамильную усыпальницу в Солине, где и была похоронена королевская чета.

## Ссылка
- Хорватия в X веке (недоступная ссылка)